# مايكل هيغينز
مايكل هيغينز (بالإنجليزية: Michael Higgins)‏ هو ممثل أمريكي، ولد في 20 يناير 1920 ببروكلين في الولايات المتحدة، وتوفي في 5 نوفمبر 2008 بمانهاتن في الولايات المتحدة بسبب مرض. من الجوائز التي نالها ميدالية النجمة البرونزية ووسام القلب الأرجواني.

## أعمال

### أفلام
- (1974) المحادثة
- (1983) رومبل فيش
- (1992) الموت أصبح هي[4]
- (2002) المترصدة[5]
- (2008) سينكدوكي

### مسلسلات
- قانون ونظام[6]

## جوائز
- ميدالية النجمة البرونزية
- وسام القلب الأرجواني

## وصلات خارجية
- مايكل هيغينز على موقع IMDb (الإنجليزية)
- مايكل هيغينز على موقع ألو سيني (الفرنسية)
- مايكل هيغينز على موقع أول موفي (الإنجليزية)
- مايكل هيغينز على موقع قاعدة بيانات برودواي على الإنترنت (الإنجليزية)
- مايكل هيغينز على موقع قاعدة بيانات الأفلام السويدية (السويدية)
- مايكل هيغينز على موقع قاعدة بيانات الفيلم (الإنجليزية)
- مايكل هيغينز على موقع كينوبويسك (الروسية)